# ハムルーン・スパルタンズFC
ハムルーン・スパルタンズFC（Hamrun Spartans FC）は、マルタのハムルーンをホームタウンとするサッカークラブである。

## 歴史
1907年に創設された。
1913-14シーズンに最上位リーグのファーストディビジョンで初優勝を果たした。4年後の1917-18シーズンに2回目のリーグ優勝を果たした。
第二次世界大戦後、新しいチームであるハムルーン・リバティ (Ħamrun Liberty) が創設され、1946-47シーズンにファーストディビジョンに復帰したときにハムルーン・スパルタンズ (Ħamrun Spartans) に改称された。同シーズンにリーグ優勝し、カサー・カップ (Cassar Cup) でも優勝した。1948-49シーズンにもカサー・カップで優勝した。
1950年代のファーストディビジョンはフロリアーナとスリマ・ワンダラーズが激しく争っていたが、ハムルーン・スパルタンズも2回の2位、5回の3位の成績を残した。
1960年代になるとチームは低迷し始め、1969-70シーズンにファーストディビジョンから降格した。1971-72シーズンにファーストディビジョンに復帰し、1972-73シーズンに3位の成績を残したが、1973-74シーズンにセカンドディビジョンに降格した。セカンドディビジョンで2シーズンを過ごした後、1976-77シーズンにファーストディビジョンに復帰した。
1980年代にヴィクター・テデスコ会長の下で黄金時代を迎えた。クラブ創設75周年に当たる1982-83シーズンに36年ぶりに最上位リーグのプレミアリーグ優勝を果たした。同シーズンにマルタFAトロフィー決勝でバレッタに勝利して初優勝を飾り、リーグ優勝とカップ優勝のダブルを達成した。これを皮切りに、1986-87シーズンと1987-88シーズンにリーグ優勝、1983-84シーズンと1986-87シーズン、1987-88シーズン、1988-89シーズンにカップ優勝、1987年と1988年、1989年にマルタ・スーパーカップで優勝した。ユーロ・カップ (Euro Cup) でも2回優勝した。UEFAカップウィナーズカップ 1984-85では1回戦で対戦した北アイルランドのバリーメナ・ユナイテッド戦で、マルタのチームとして初めてUEFA主催大会でホームとアウェーの両試合で勝利を記録した。マルタのチームがUEFA主催大会のアウェーゲームで勝利するのは初であった。
1990-91シーズンにリーグ優勝、1991-92シーズンにカップ優勝を果たした。
1996年にヴィクター・テデスコ・スタジアムが開場した。
1998-99シーズンにプレミアリーグから降格した。1999-2000シーズンにファーストディビジョンで優勝してプレミアリーグに復帰したが、その後は長期間に渡って低迷した。
2008-09シーズンにプレミアリーグからファーストディビジョンに降格したが、2009-10シーズンにプレミアリーグに参加していた Vittoriosa Stars とマルサシュロックが不正行為によりファーストディビジョンに降格したため、両チームの代わりに同じく昨シーズンに降格していた Msida St. Joseph と共に2009-10シーズンのプレミアリーグに昇格した。
2012-13シーズンにプレミアリーグからファーストディビジョンに降格した。後にハムルーン・スパルタンズの関係者が2012-13シーズンのプレミアリーグの複数の試合で八百長に関与したとして、マルタサッカー協会はクラブに罰金および勝ち点はく奪処分、クラブの役員2人と選手2人にサッカーに関する活動の生涯禁止処分を科した。
2014年に3部リーグのセカンドディビジョンに降格した。2014-15シーズンと2015-16シーズンに連続で昇格を果たし、プレミアリーグに復帰した。2018-19シーズンにプレミアリーグで4位の成績を残した。
2021年3月10日にマルタサッカー協会は新型コロナウイルス感染症の世界的流行の影響ですべての主催大会を4月11日まで一時的に中断することを発表した。4月9日にマルタサッカー協会はすべての主催大会を再開せずに終了することを決定した。2020-21シーズンのプレミアリーグは中断時の第23節終了時点の順位が最終結果とされ、1位のハムルーン・スパルタンズが30年ぶり通算8回目のリーグ優勝を果たした。カップは全試合の75%以上を消化していなかったため、大会は放棄された。リーグ優勝したハムルーン・スパルタンズはUEFAチャンピオンズリーグ 2021-22出場権を獲得したが、2021年6月に欧州サッカー連盟のUEFA上訴委員会はハムルーン・スパルタンズが2012-13シーズンに八百長に関与したとして、UEFAチャンピオンズリーグ 2021-22に参加する資格がないとの決定を下した。この決定により、代わりにヒバーニアンズがUEFAチャンピオンズリーグ 2021-22、モスタがUEFAヨーロッパカンファレンスリーグ 2021-22に繰り上げ出場することになった。

## 獲得タイトル

### 国内タイトル
- マルタ・プレミアリーグ：10回
  - 1913-14, 1917-18, 1946-47, 1982-83, 1986-87, 1987-88, 1990-91, 2020-21, 2022-23, 2023-24
- マルタFAトロフィー：6回
  - 1982-83, 1983-84, 1986-87, 1987-88, 1988-89, 1991-92

- マルタ・スーパーカップ[6]：5回
  - 1987, 1988, 1989, 1991, 1992

### 国際タイトル
- なし

## 過去の成績
| シーズン | ディビジョン           | ディビジョン | ディビジョン | ディビジョン | ディビジョン | ディビジョン | ディビジョン | ディビジョン | ディビジョン | カップ       |
| シーズン | リーグ                 | 順位         | 試           | 勝           | 分           | 敗           | 得           | 失           | 点           | カップ       |
| -------- | ---------------------- | ------------ | ------------ | ------------ | ------------ | ------------ | ------------ | ------------ | ------------ | ------------ |
| 2018-19  | マルタ・プレミアリーグ | 4位          | 26           | 12           | 10           | 4            | 35           | 20           | 46           | 4回戦敗退    |
| 2019-20  | マルタ・プレミアリーグ | 9位          | 20           | 6            | 7            | 7            | 24           | 25           | 25           | 準々決勝敗退 |
| 2020-21  | マルタ・プレミアリーグ | 1位          | 23           | 17           | 5            | 1            | 56           | 20           | 56           |              |
| 2021-22  | マルタ・プレミアリーグ | 3位          | 27           | 13           | 6            | 8            | 33           | 24           | 45           | 準々決勝敗退 |
| 2022-23  | マルタ・プレミアリーグ | 1位          | 26           | 22           | 3            | 1            | 45           | 10           | 69           | 準々決勝敗退 |
| 2023-24  | マルタ・プレミアリーグ | 1位          | 26           | 19           | 5            | 2            | 61           | 16           | 62           | 準々決勝敗退 |
| 2024-25  | マルタ・プレミアリーグ | 2位          | 32           | 15           | 7            | 10           | 48           | 28           | 52           | 準決勝敗退   |

## 欧州の成績
| シーズン | 大会                               | ラウンド   | 対戦相手                 | ホーム       | アウェー     | 合計          |  |
| -------- | ---------------------------------- | ---------- | ------------------------ | ------------ | ------------ | ------------- |  |
| 1983-84  | UEFAチャンピオンズカップ           | 1回戦      | ダンディー・ユナイテッド | 0-3          | 0-3          | 0-6           |  |
| 1984-85  | UEFAカップウィナーズカップ         | 1回戦      | バリーメナ・ユナイテッド | 2-1          | 1-0          | 3-1           |  |
| 1984-85  | UEFAカップウィナーズカップ         | 2回戦      | ディナモ・モスクワ       | 0-1          | 0-5          | 0-6           |  |
| 1985-86  | UEFAカップ                         | 1回戦      | ディナモ・ティラナ       | 0-0          | 0-1          | 0-1           |  |
| 1987-88  | UEFAチャンピオンズカップ           | 1回戦      | ラピード・ウィーン       | 0-1          | 0-6          | 0-7           |  |
| 1988-89  | UEFAチャンピオンズカップ           | 1回戦      | 17ナントリ               | 2-1          | 0-2          | 2-3           |  |
| 1989-90  | UEFAカップウィナーズカップ         | 1回戦      | レアル・バリャドリード   | 0-1          | 0-5          | 0-6           |  |
| 1991-92  | UEFAチャンピオンズカップ           | 1回戦      | ベンフィカ               | 0-6          | 0-4          | 0-10          |  |
| 1992-93  | UEFAカップウィナーズカップ         | 予選       | マリボル                 | 2-1          | 0-4          | 2-5           |  |
| 2022-23  | UEFAヨーロッパカンファレンスリーグ | 予選1回戦  | アラシュケルト           | 4-1          | 0-1          | 4-2           |  |
| 2022-23  | UEFAヨーロッパカンファレンスリーグ | 予選2回戦  | ヴェレジュ・モスタル     | 1-0          | 1-0          | 2-0           |  |
| 2022-23  | UEFAヨーロッパカンファレンスリーグ | 予選3回戦  | レフスキ・ソフィア       | 0-1          | 2-1 (a.e.t.) | 2-2 (4-1 p)   |  |
| 2022-23  | UEFAヨーロッパカンファレンスリーグ | プレーオフ | パルティザン             | 3-3          | 1-4          | 4-7           |  |
| 2025-26  | UEFAチャンピオンズリーグ           | 予選1回戦  | ジャルギリス             | 2-0 (a.e.t.) | 0-2          | 2-2 (11-10 p) |  |

## 歴代監督
- マヌエレ・ブラージ 2019-2020
- ジャコモ・モディカ 2025-

## 歴代所属選手
- ピーター・バーンズ 1992
- クリスティアン・ザッカルド 2017-2018
- ダヴィデ・スッチ 2017-2018
- セバスティアン・ナヤール 2018-2019
- ドゥンビア・セイドゥ 2021